# Yaeko Nogami
Yaeko Nogami (野上 弥生子?, Nogami Yaeko; Usuki, 6 maggio 1885 – 30 marzo 1985) è stata una scrittrice giapponese.

## Biografia
Figlia maggiore di Masa e Kakusaburo, proprietari di un famoso negozio di sakè, è nata "Yae Kotegawa" il 6 maggio 1885 a Usuki, prefettura di Ōita.
Ha compiuto gli studi a Tokyo frequentando dal 1900 al 1906 la "Scuola Meiji per Ragazze", un istituto progressista attento all'uguaglianza di genere, attitudine insolita per l'epoca.
Laureatasi nel 1906, si è sposata l'anno successivo con Nogami Toyoichiro, traduttore e studioso di letteratura inglese e ha iniziato a scrivere su ispirazione del marito.
Nel 1938 si è trasferita con il marito a Londra per un progetto di scambio tra professori e ha viaggiato per l'Europa prima di far ritorno in Giappone nel novembre del 1939.
Nel corso della sua lunga e prolifica carriera letteraria ha pubblicato numerosi romanzi fornendo anche il soggetto per due pellicole cinematografiche ed è stata anche una traduttrice dall'inglese, in particolare della scrittrice Jane Austen il cui influsso è evidente in opere come Machiko del 1931.
È morta a 99 anni il 30 marzo 1985.

## Opere (parziale)
- Ningyō no mochi  (1914)
- Atarashiki inochi (1916)
- Kaijin maru (1922)
- Ningen sōzō (1926)
- Oishi Yoshio (1928)
- Machiko (1931)
- Yōsei-ken (1936)
- Niji no hana (1937)
- Fuji (1941)
- Meiro (1948-1956)

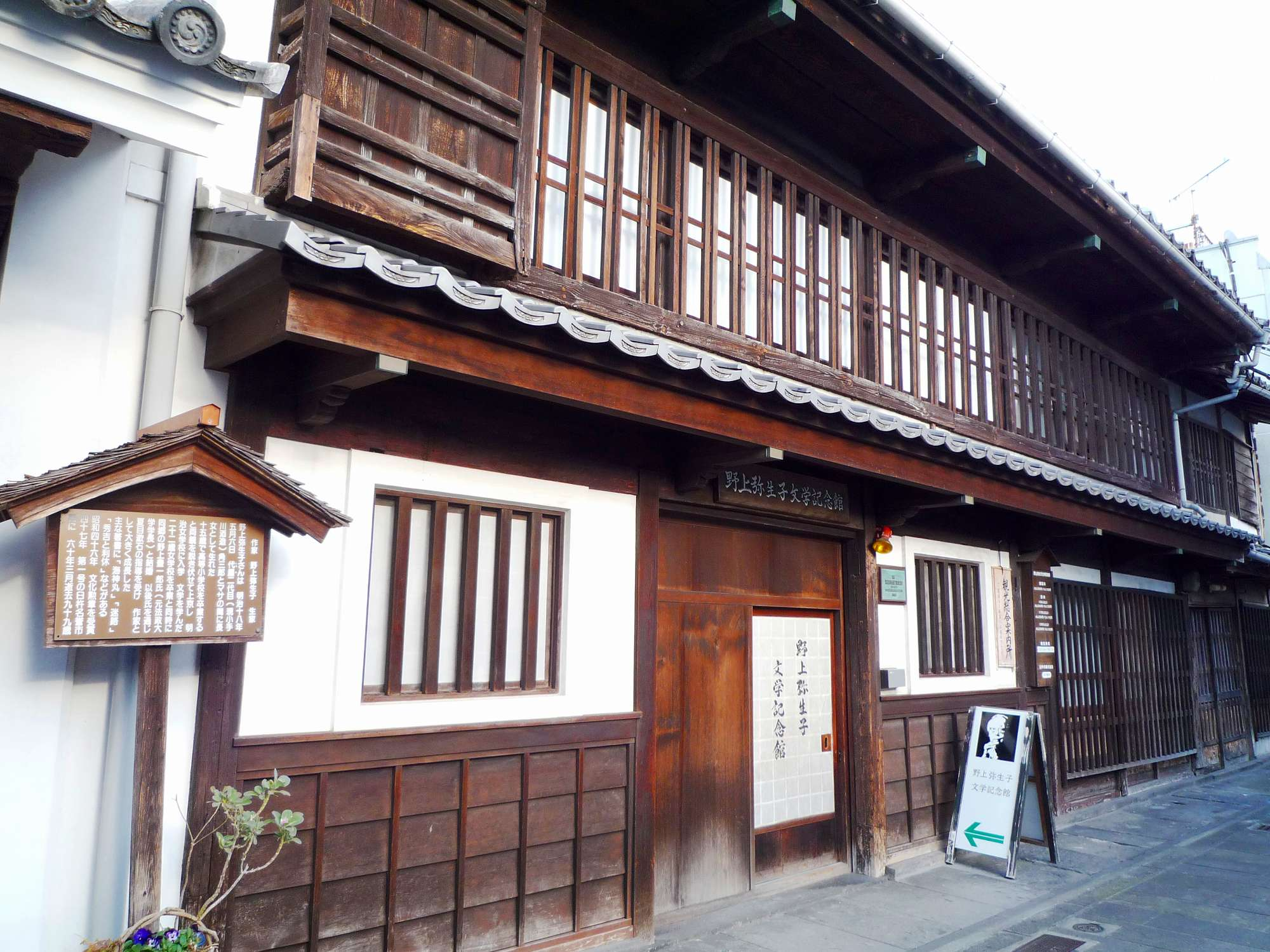
Yaeko Nogami Memorial House

- Hideyoshi e Rikyū: Il signore della guerra e il maestro del Tè (Hideyoshi to Rikyu, 1962), Milano, O Barra O, 2020 traduzione di Benedetta Torrani ISBN 978-88-6968-064-9.

## Adattamenti cinematografici
- L'uomo (Ningen), regia di Kaneto Shindō (1962) dal romanzo Kaijin maru (1922)
- Rikyu, regia di Hiroshi Teshigahara (1989) dal romanzo Hideyoshi to Rikyu (1962)

## Premi e riconoscimenti

### Vincitrice
Premio Yomiuri-bungaku
- 1957 con Meiro

Premio giapponese di letteratura femminile
- 1967 con Hideyoshi to Rikyu

Ordine della Cultura
- Medaglia d'Onore 1971

Premio Asahi
- 1980 "per i suoi servizi alla letteratura contemporanea"